# Brian Edwin Ferme
Brian Edwin Charles Butterley Ferme (* 1955 in Port Pirie, South Australia) ist ein australischer römisch-katholischer Geistlicher, Kanonist und Kurienbeamter.

## Leben
Er empfing am 2. Februar 1980 die Priesterweihe. Er war Quondam Dekan der School of Canon Law der Catholic University of America von 2003 bis 2007. Er war Präsident der Fakultät für Kirchenrecht St. Pius X. und ehemaliger Vizepräsident der Stiftung und Rektor des Studiums Generale Marcianum. Am 22. März 2014 ernannte ihn Papst Franziskus zum ersten Prälat-Sekretär des Wirtschaftssekretariats.
Am 11. Juni 2022 wurde er zum Konsultor des Dikasteriums für den Gottesdienst und die Sakramentenordnung berufen.
Am 8. November 2022 berief ihn Papst Franziskus in das Kollegium der eigentlichen Apostolischen Protonotare.

## Schriften (Auswahl)
- Canon law in late medieval England. A study of William Lyndwood’s “Provinciale” with particular reference to Testamentary Law (= Studia et textus historiae iuris canonici. Band 8). LAS, Rom 1996, ISBN 88-213-0329-2 (zugleich Dissertation, Oxford 1987).
- Introduzione alla storia delle fonti del diritto canonico. Il diritto antico fino al Decretum di Graziano (= Apollinaris. Commentarius juris canonici. Band 1). LAS, Rom 1998, ISBN 88-465-0024-5.
  - Introducción a la historia de las fuentes del derecho canónico. El derecho antiguo hasta el decretum de Graciano (= Colección Facultad de derecho canónico Santo Toribio de Mogrovejo. Band 14). Argentina Editorial de la Universidad Católica Argentina, Buenos Aires 2006, ISBN 9871190565.
  - William J. Kin (Übersetzer): Introduction to the history of the sources of canon law. The ancient law up to the Decretum of Gratian (= Gratianus series. Section handbooks). Wilson & Lafleur, Montréal 2007, ISBN 978-2-89127-805-8.
- als Herausgeber mit Gian Luigi Falchi: Introduzione allo studio delle fonti dell'Utrumque Ius  (= Studia et documenta. Sectio iuris romani et historiae iuris. Band 7). Lateran University Press, Vatikan 2006, ISBN 88-465-0513-1.